# Exoprosopa simpsoni
Exoprosopa simpsoni är en tvåvingeart som beskrevs av Wray Merrill Bowden 1964. Exoprosopa simpsoni ingår i släktet Exoprosopa och familjen svävflugor. Inga underarter finns listade i Catalogue of Life.